# Sclerophrys kerinyagae

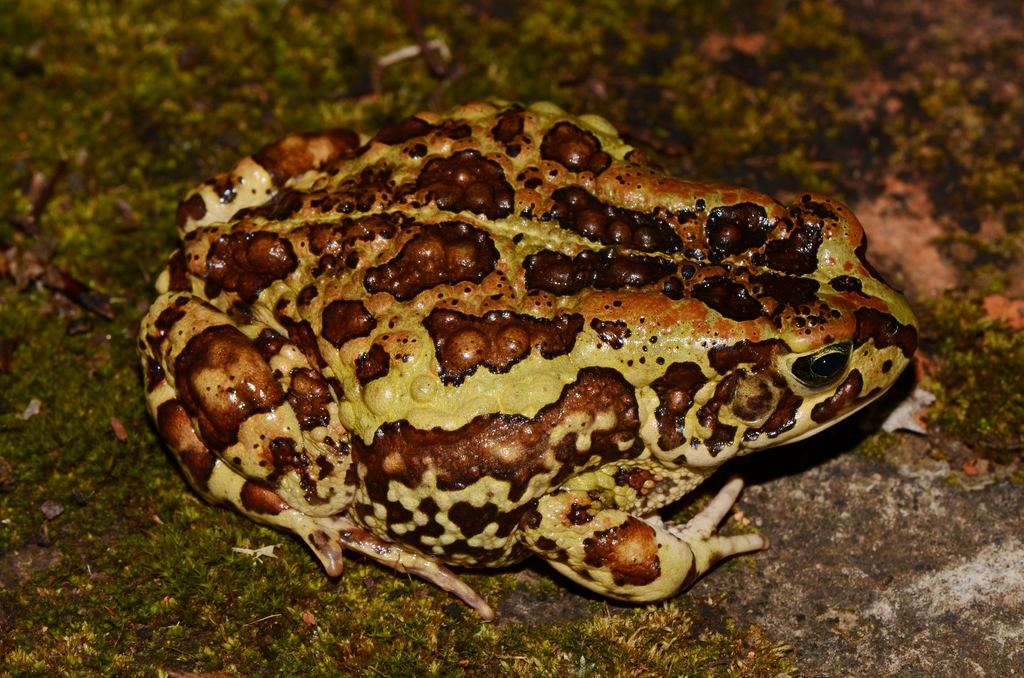
Especímen de Sclerophrys kerinyagae.

Sclerophrys kerinyagae és una espècie de gripau de la família Bufonidae. Va ser descrit per Ronalda Keith el 1968 amb el protònim de Bufo kerinyagae. Amietophrynus kerinyagae és un sinònim obsolet des de 2016.
L'epítet kerinyagae al·ludeix al nom en llengua kikuyu del Mont Kenya.
Viu a Etiòpia, Kenya, Tanzània i Uganda. El seu hàbitat inclou paisatges montans secs, zones d'arbustos tropicals o subtropicals de 1280 a 3300 metres d'altitud, aiguamolls, zones prèviament boscoses ara molt degradades. Tot i que la població minva per la creixent urbanització i expansió de l'agricultura, a la Llista vermella de 2016 està classificada en la categoria de risc mínim.